# 三橋美智也
三橋 美智也（みはし みちや、本名・北沢 美智也、1930年〈昭和5年〉11月10日 - 1996年〈平成8年〉1月8日）は、北海道上磯郡上磯町峩朗（現在の北斗市）生まれ、函館市育ちの流行歌手。愛称は「みっちゃん」「ミッチー」。
民謡で鍛えた伸びやかな高音と絶妙のこぶし回しを持ち味に、昭和30年代の日本の歌謡界黄金期をリードし、数多くのミリオンセラーを連発。販売枚数は日本人で唯一、1億枚に達したとされている、昭和歌謡界を代表する男性歌手の一人。特に全盛期の昭和30年代前半は「三橋で明けて三橋で暮れる」と言われるほどの絶大な人気を誇った。

## 来歴・生涯

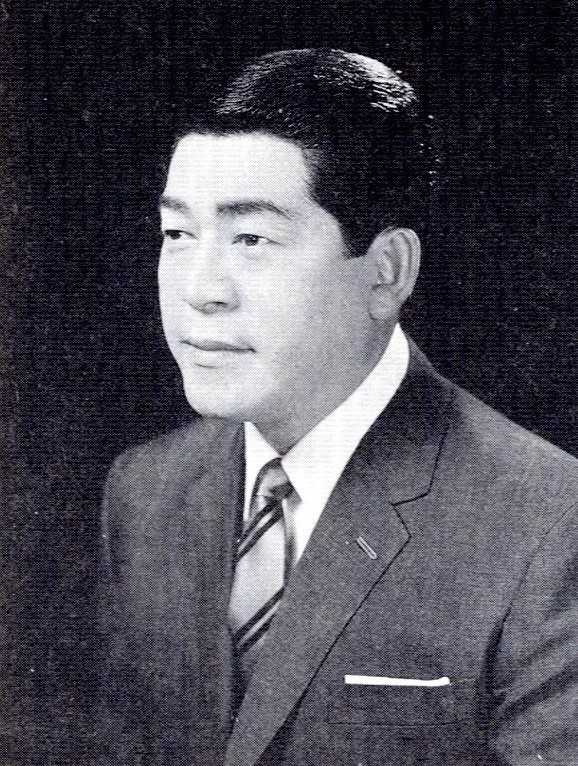
1960年代

セメント会社の作業員だった父は三橋が3歳の誕生日前日に落盤事故で亡くなる。母は渡島当別に転居して川田男爵イモ農場に住み込みで就職し、翌年には作業員の男性と再婚。この夫婦の間には3人の弟と1人の妹が出来る。その後は養父が国鉄の職員となり、函館市万代町へ転居。一方の三橋は5歳の頃から舞台を踏み、民謡歌手だった母に幼い頃から鍛えられ、小学校の入学と同時に叔父から追分を習い、9歳の時に全道民謡コンクールで優勝。この頃に海で右耳をウツボに突っつかれ難聴になる。その後は巡業に参加などしつつ家計を支え、12歳の時にコロムビアで民謡を吹き込む。小学校卒業後は国鉄・木古内保線区に日雇作業員として就職する傍ら、津軽三味線を習い初め、白川軍八郎一座とともに修行を続ける。16歳の時には三浦為七郎民謡一座、陸奥乃家演芸団に参加。
19歳の時に「歌だけではなく違う世界も知りたい」と三味線一本を持って上京し、榎本健一・古川ロッパの家に弟子入り志願で出向いた事もあった。その後は横浜市の綱島温泉「東京園」で民謡教室のアルバイトをする傍ら、ボイラーマンの仕事もしていた。人一倍真面目に働き、その勤勉さを風呂屋の主人に見込まれ、21歳になった1951年には明大中野高校定時制に通うことを許された。高校入学と同時に「東京園」で世話になった北沢家と養子縁組をしたほか、NHK「邦楽オーディション」に合格。高校では普通の生徒よりもずっと年上で、彼らから「おとっさん」と呼ばれ親しまれた。
1953年、弟子の吹き込みに三味線伴奏者として同行した際、三橋のレッスンの声がディレクターの耳にとまり、キングレコードの専属歌手として契約。明治大学への進学も決まった1954年に「酒の苦さよ」でデビューすると、1955年に「おんな船頭唄」が大ヒット。たちまち人気歌手の仲間入りを果たすと、学業どころではなくなったため大学を中退。その後も昭和30年代には「あの娘が泣いてる波止場」「リンゴ村から」「哀愁列車」「母恋吹雪」「おさらば東京」「夕焼けとんび」「古城」「達者でナ」「星屑の町」などの歌謡曲、「北海盆唄」「花笠音頭」「ソーラン節」「津軽じょんから節」「炭鉱節」「黒田節」などの民謡がミリオンセラーとなり、「三橋で明けて三橋で暮れる（三橋で暮れて三橋で明ける とも）」と言われるほどの人気を得る。キングの全盛期を春日八郎・若原一郎と共に築き上げ、「キング三羽烏」「三人男」と呼ばれる。
1958年にはトニー谷と共に来日したポール・アンカを羽田空港で出迎えた。
1974年からはカール（明治製菓）のコマーシャルソング(「いいもんだな故郷は」の歌詞を一部変えている)を担当し、同年12月の「雪だるま編」から1993年1月の「おしゃべり貯金箱プレゼント編」まで20年間で31作も歌った。三橋が歌うことになったのは小坂一也の推薦による。当初三橋はCMソングを歌うことに難色を示したが、「小坂の推薦」ということ、小坂が歌ったデモテープを聴き興味を示したことで承諾した。ACC CMフェスティバルでも何度も受賞しており、1976年には「ひっくりカエル／おじさん独唱／落葉」の3作がテレビフィルムCM部門秀作賞を受賞し、2001年にはCM殿堂入りを果たす  。1983年「春　おじさん橋編」・1985年「夏　祭りだいこ編」が秀作賞、1987年「秋　つり鐘編」・1990年「池のほとり編」・1992年「きもだめし編」が優秀賞を受賞 。ラジオCMも1976年の「バターミルクあじ編」がCM音楽部門ACC賞、1978年にはラジオCM「カールこぶし教室　北海盆歌／佐渡おけさ／黒田節」がラジオCM部門秀作賞を受賞している。
1976年5月には帝国劇場で藤本義一脚本の舞台「津軽三味線ながれぶし」に出演し、片岡仁左衛門・山田五十鈴・赤木春恵・市原悦子・花紀京・浜畑賢吉と共演。連日超満員の記録を作った。同年8月には「日本各地に残る民謡こそ日本人の歌の故郷」という想いから、自ら家元になって「民謡三橋流」を創設し、1977年12月には東京都世田谷区南烏山の自宅に「根本道場是空庵」を開設。門下に千昌夫・細川たかし・石川さゆりらがいる。
1978年には「電撃わいどウルトラ放送局」（ラジオ関東）のパーソナリティに抜擢され、自身初めてのDJに挑戦。「ミッチー」の愛称で若者にも人気を得て、周囲の度肝を抜いた。番組中には当時の流行語「フィーバー」を使い、1980年に出演したカップ麺「激めん」（東洋水産）のCMでは、流行語の元になった映画「サタデー・ナイト・フィーバー」の主演であるジョン・トラボルタ風のスーツ姿で「激れ!激れ!」と連呼。1979年にはゴールデン・アロー賞特別賞も受賞し、同年7月1日にはSDTの開局記念特別番組「翔べ静岡第一テレビ」の司会を務めた。1981年には世田谷区烏山に「三菱堂ダイヤモンド店」をオープン。1982年11月には上越新幹線開通記念フェスティバルで新潟県民会館・新潟市体育館に両日出演し、その模様がNST・BSNで生中継された。1983年には日本の歌手として史上初めてレコードのプレス枚数が1億枚を突破したとされる。ブラジル（1979年）・香港（1981年）・韓国（1985年）でも公演を行っており、ブラジルでは最高勲章を受賞。1985年にはハワイ「NBCコンサートホール」で公演を行った後、ディズニーランド創立30周年記念公演も行った。1986年には静岡県熱海市に高級リゾートホテル「サン三橋」を落成し、45億円を投資した。1988年には親交が深かった春日・村田英雄と三人の会を結成し、演歌界の活性化を図った。

### 私生活
一方、私生活では1956年に料亭経営者の長女で三橋の大ファンであった松本喜久子と結婚し二子をもうけたが、1966年に離婚。
その後は再婚して三人の子宝にも恵まれたが、晩年は妻からの家庭内暴力や財産乗っ取りに苦しむ。
1992年には「サン三橋」が倒産し、200億円の負債を抱える。1994年からは東京の自宅を出て、大阪市西成区のマネージャー宅で暮らしていた。
森繁久彌・加山雄三とはヨット仲間で、塩月弥栄子・大橋巨泉とはボウリングがきっかけで知り合った。生前は熱狂的な読売ジャイアンツファンで、王貞治と親交があった。その前は阪神タイガースと西鉄ライオンズを贔屓にしており、村山実と雑誌の表紙へ一緒に出てから親しくなると、横浜中華街で食事を一緒にして意気投合した。その他に野球界では荒川博・張本勲、相撲界では大鵬幸喜、プロレス界では力道山・キラー・カーン、競馬界では増沢末夫・小島太と親交があった。
メルセデス・ベンツ・300SLを所有と書かれたが190SLの誤りである。
庶民的で、地方公演の楽屋では、目刺を焼いていたこともあったほか、米飯に納豆を乗せ、その上に山盛りの砂糖をかけて食べていた。

### 晩年
私生活での心労が重なったこともあって持病の糖尿病が悪化し、1993年1月に入院。声の衰えも隠せなくなったほか、薬の副作用等により脱毛が酷く、それを隠すためにカツラも使っており、かつての恰幅のよさも無くなっていた。このことについて、三橋と親交が深かった立川談志は「もっと年齢相応に（キーを下げたり）しても良かったのでは」と著書に記しているが、独特な節回しと風格は晩年も変わることはなく、1990年8月11日にNHK『思い出のメロディー』で歌唱した「古城」は、「三橋演歌50年間の集大成」とも評された。
1995年、3月4日から5日にかけて後援会「みちや会」の旅行会「三河湾国定公園・三谷温泉」へ参加。その数日後に倒れて緊急入院するも、一旦は回復して退院。5月には阪神大震災復興支援チャリティーゴルフコンペを開いたが、同年10月26日の18時35分頃、滋賀県甲賀郡信楽町（現在の甲賀市）の「タラオカントリークラブ」での帰路、走行中のタクシー車内で心臓発作を起こし、西成区岸里の「山本第一病院」に再入院。運ばれた当日の深夜には村田が見舞いに訪れた。
その後も意識不明の重体のまま、阿倍野区旭町の大阪市立大学医学部附属病院に転院したが、1996年1月8日午前11時30分、意識が戻ることなく多臓器不全のため死去した。65歳没。
前年9月11日に東京プリンスホテルで開かれた玉置宏の芸能生活40周年記念パーティー「玉置節で40年!!」に出席して「哀愁列車」を歌唱し、10月8日にテレビ東京・日曜ビッグスペシャルで放映されたのが、三橋の生涯最後の歌唱映像となった。
死去2日後の1996年1月10日に通夜が、翌11日に密葬・告別式が西成区玉出の「光福寺」で取り行われた。法名は妙聲院釋智誠大居士（みょうしょういんしゃくちじょうだいこじ）。
2月5日には青山葬儀所で音楽葬が行われ、約2000人が列席し、献唱曲は自身の大ヒット曲である「古城」であった。
現在は東京都の小平霊園と大阪府東大阪市の石切霊園に墓所がある。

## 受賞
- 日本レコード大賞（20周年記念顕彰 第20回）〔1978年〕
- 日本レコード大賞（功労賞 第35回）〔1993年〕
- ゴールデン・アロー賞（特別賞 第16回）〔1979年〕
- メガロポリス歌謡祭（特別賞 第2回）〔1983年〕
- 日本歌謡大賞（演歌功労賞 第10回）〔1984年〕

## NHK紅白歌合戦出場歴
NHK紅白歌合戦には1956年に初出場。以後、連続出場を重ねたが、1965年の第16回紅白をもって連続出場が途切れる。翌1966年紅白落選の理由は、当時の妻との離婚が影響したと言われている。その後、1974年の第25回紅白
で紅白25回記念の「人気歌手枠」で春日八郎とともに再出場を果たす。以後、1977年まで4年連続で出場を果たした。通算14回。初出場から10回連続出場までの間では、美空ひばりや島倉千代子、江利チエミといった女性人気歌手と対戦し、トリも4度飾っている。11回目出場以後では、山口百恵・森昌子・南沙織など、若手女性アイドル歌手と対戦していた。
| 年度/放送回   | 回 | 曲目               | 出演順 | 対戦相手      | 備考      |
| ------------- | -- | ------------------ | ------ | ------------- | --------- |
| 1956年/第7回  | 初 | 哀愁列車           | 09/25  | 江利チエミ(1) |           |
| 1957年/第8回  | 2  | リンゴ花咲く故郷へ | 25/25  | 美空ひばり(1) | トリ(1)   |
| 1958年/第9回  | 3  | おさらば東京       | 25/25  | 美空ひばり(2) | トリ(2)   |
| 1959年/第10回 | 4  | 古城               | 13/25  | 島倉千代子(1) |           |
| 1960年/第11回 | 5  | 達者でナ           | 27/27  | 島倉千代子(2) | 大トリ(3) |
| 1961年/第12回 | 6  | 石狩川悲歌         | 13/25  | 江利チエミ(2) |           |
| 1962年/第13回 | 7  | 星屑の町           | 25/25  | 島倉千代子(3) | 大トリ(4) |
| 1963年/第14回 | 8  | 流れ星だよ         | 13/25  | 島倉千代子(4) |           |
| 1964年/第15回 | 9  | また来るよ         | 14/25  | 江利チエミ(3) |           |
| 1965年/第16回 | 10 | 二本松少年隊       | 12/25  | 島倉千代子(5) |           |
| 1974年/第25回 | 11 | 哀愁列車（2回目）  | 17/25  | 小坂明子      |           |
| 1975年/第26回 | 12 | 津軽じょんから節   | 14/24  | 山口百恵      |           |
| 1976年/第27回 | 13 | 津軽甚句           | 13/24  | 森昌子        |           |
| 1977年/第28回 | 14 | 風の街             | 10/24  | 南沙織        |           |

（注意点）
- 対戦相手の歌手名の()内の数字はその歌手との対戦回数を表す。
- 曲名の後の（○回目）は紅白で披露された回数を表す。
- 出演順は「（出演順）／（白組出場者数）」で表す。

## 代表曲

### 1940年代
- 江差追分 前唄・本唄・送り唄 - 1942年
- じょんがら節 - 1942年
- よされ節 - 1942年
- タント節 - 1942年
- 津軽小原節 新節・旧節 - 1942年
- 米山甚句 - 1942年
- 博多節 - 1942年

### 1950年代
- 酒の苦さよ〜新相馬節〜 - 1954年
- 瞼のふる里〜南部牛追唄〜 - 1954年
- かっぱ踊り - 1954年
- はてなき涙/東京から故郷から - 1954年
- 角帽浪人/どんと節 - 1954年
- おんな船頭唄 - 1955年藤間哲郎、山口俊郎
- ご機嫌さんよ達者かね - 1955年
- 里恋がらす - 1955年
- あゝ新撰組 - 1955年
- 噂のこして/二人の朝はきっと来る - 1955年
- 島の船唄 - 1955年
- 君は海鳥渡り鳥 - 1955年
- 小島の鴎/あの娘が泣いてる波止場 - 1955年高野公男、船村徹
- 船頭追分 - 1956年
- 草枕幾度ぞ - 1956年
- 御存知赤城山 - 1956年
- 男涙の子守唄/あゝ田原坂 - 1956年高橋掬太郎、細川潤一
- リンゴ村から - 1956年矢野亮、林伊佐緒
- 笹川月夜 - 1956年
- 哀愁列車 - 1956年横井弘、鎌多俊与
- 玄海船乗り - 1956年
- 豊年まつり - 1956年
- 神戸みなとおどり - 1956年
- 泪と侍 - 1956年
- 篭つるべ - 1956年
- さすらいの唄〜津軽山唄〜 - 1956年
- 逢いぞめ笠 - 1956年
- 縁があったらまた逢おう - 1956年
- お花ちゃん - 1956年共唱：斉藤京子
- 手まり数え唄 - 1956年
- みれん峠 - 1956年
- 木曽節 - 1956年
- 木曽恋がらす - 1956年
- 母恋吹雪/江差恋しや - 1956年
- あゝ想夫恋 - 1956年
- おさよ可愛や - 1956年
- 旅行く一茶 - 1956年
- おとこ三味線 - 1957年
- 俺ら炭鉱夫 - 1957年
- 東京見物 - 1957年
- 一本刀土俵入り - 1957年高橋掬太郎、細川潤一
- 利根の夕焼け/折鶴さんど笠 - 1957年
- おけさ舟唄/顔見に来たのさ - 1957年
- 美智也さのさ/淡海くずし - 1957年
- 峠の馬ッコ - 1957年
- みんな輪になって - 1957年
- リンゴ花咲く故郷へ - 1957年
- 花笠音頭 - 1957年
- 別れ笛/果てない航路 - 1957年
- 僕は郵便屋さん - 1957年
- おさげと花と地蔵さんと/三味線渡り鳥 - 1957年東條寿三郎、細川潤一
- 里恋い越後獅子 - 1957年
- おさらば東京 - 1957年横井弘、中野忠晴
  - ラジオ東京の「人気東京六つの歌」で50週（約1年）連続で1位を記録した[26]。
- すってんてん人生 - 1957年
- ギター鴎 - 1958年矢野亮、吉田矢健治
- 船は三十石櫓は八丁 - 1958年
- 流転波止場 - 1958年
- 草笛の丘 - 1958年
- 夕焼けとんび - 1958年
- 民謡酒場 - 1958年
- 夜霧のデッキ - 1958年
- 美智也馬子唄/美智也マドロス - 1958年
- 東京ばやし - 1958年
- 島の見える峠 - 1958年
- 海の騎士 - 1958年
- 札幌音頭 - 1958年
- センチメンタルトーキョー/幸福さん - 1958年
- 月の峠路 - 1958年
- 重の井子別れ - 1958年
- おしどり新打 - 1958年
- 東京よいとこ - 1958年
- 帰る日が楽しみさ - 1958年
- 調布音頭 - 1958年
- 赤い夕陽の故郷 - 1958年横井弘、中野忠晴
- ごろすけほゥ/岩手の和尚さん - 1958年
- 男の旅笠 - 1958年
- 木枯し子守唄 - 1959年
- 民謡風呂/浪人小唄 - 1959年
- 笛吹峠 - 1959年
- 風の中の男 - 1959年
- 夢で逢えるさ/夜風に聞いたよ - 1959年
- 風流弥次喜多ぶし - 1959年
- やくざ三味線 - 1959年
- かすりの女と背広の男 - 1959年
- てんまり波止場 - 1959年
- 道産子音頭 - 1959年
- 会津磐梯山／八戸小唄 - 1959年
- 東京タワーをやぐらに代えて - 1959年
- お城音頭 - 1959年
- 関西ロマンス - 1959年
- 九州よかとこ - 1959年
- 古城/祭り太鼓 - 1959年高橋掬太郎、細川潤一
- ちんから馬子唄 - 1959年
- 俺は機関手 - 1959年
- たった一人の人でした - 1959年
- 壁/俺達は狙われている - 1959年横井弘、古賀丈晴
- 泣くなよしきり - 1959年
- 情け無用の男 - 1959年
- 麦ふみ坊主 - 1959年
- 北海の終列車 - 1959年
- 東京が泣いている - 1959年
- 燕が帰る/誰も知らない赤い花 - 1959年
- 神輿音頭/おいでや小唄 - 1959年矢野亮、中野忠晴
  - 上記2曲は愛媛県松山市選定の新民謡として発表したもの。毎年、松山秋祭りで録音が流れる。

### 1960年代
- 迷子のとんびッコ - 1960年
- 雪のだるまさん - 1960年
- 大江戸まつり唄 - 1960年
- 保津川下り - 1960年
- あばよ - 1960年
- あゝ故郷 - 1960年
- 夜のマネキン人形 - 1960年
- みかんの故里/海峡 - 1960年
- 船出哀しや - 1960年
- 紅白音頭 - 1960年
- こけしぼっこ - 1960年
- 故郷はどこさ/ねずみがチュー - 1960年
- 城ヶ島慕情 - 1960年
- あゝ大阪城 - 1960年
- 白菊の唄 - 1960年
- 兄ちゃん案山子 - 1960年
- 恋の八丈太鼓 - 1960年
- 快傑ハリマオの歌 - 1960年加藤省吾、小川寛興
  - 連続テレビ映画「快傑ハリマオ」主題歌
- 達者でナ - 1960年横井弘、中野忠晴
- 恋慕舟唄 - 1960年
- 津軽追分/また来るぜ東京 - 1960年
- 恋の一刀流 - 1961年
- さすらい流し - 1961年
- センチメンタル・ガイ/銀座ディキシー - 1961年
- 雨の九段坂/花の八幡船 - 1961年
- 富士の雲笠踊り - 1961年
- 岸壁の男 - 1961年
- 武田節 - 1961年
- 北から南から - 1961年
- 北海道函館本線 - 1961年
- 美智也子守唄 - 1961年
- アヤヤ・アパパ/美智也ばやし - 1961年
- あゝ城山 - 1961年
- 館林新調 - 1961年
- じゃんがら囃子 - 1961年
- 旅情小唄 - 1961年
- 懐しの高原 - 1961年
- 津軽恋しや - 1961年
- 啄木旅愁 - 1961年
- 山は百万石 - 1961年
- 石狩川悲歌/島のアンコさん - 1961年 高橋掬太郎、江口浩司
- 赤い林檎ッコ - 1961年
- さいはての岬町 - 1961年
- 通りゃんせ小路 - 1962年
- シベリアの母 - 1962年
- 日本人 - 1962年
- 男の恋唄 - 1962年
- 津軽の三男坊 - 1962年
- ノサップの風 - 1962年
- 日本音頭 - 1962年
- 星屑の町 - 1962年 東條寿三郎、安部芳明
  - 文化放送「全国歌謡ベストテン」で連続1位に、第4回日本レコード大賞歌唱賞を受賞。
- つばくろやくざ - 1962年　東映映画「男度胸のあやめ笠」主題歌
- 新撰組の唄/美智也数え唄 - 1962年
- てもても音頭 - 1962年
  - 下谷二三子との共唱。納豆のPRソング[27][28]。
- 東京はふるさと/別れ峠 - 1962年
- 美智也都々逸/梅は咲いたか - 1962年
- さすらい列車/道産子だい - 1962年
- 舞扇花柳流/ことぶき音頭 - 1962年
- 歌ひとすじに/さすらい小唄 - 1962年
- 乃木将軍の歌 - 1962年
- あゝ日蓮 - 1962年
- マドロス家業はやめられぬ/船路は暮れて - 1962年
- 流れ星だよ/人生の水たまり - 1962年
- 新十三の砂山/さすらいの唄〜津軽山唄〜 - 1962年
- ソーラン唄便り/みかん船だよ - 1963年
- 大番/さいはての月 - 1963年
- 旅路/海峡鴎 - 1963年
- こけしの故里/いろり火物語 - 1963年
- 徳川家康〜啼くまで待とう時鳥〜/徳川家康〜家康の生涯〜 - 1963年
- 花ッコ追分 - 1963年
- はてなき旅路 - 1963年
- いつでもおかあさんはおかあさん/涙の花嫁船 - 1963年
- あゝこの街に雨が降る/椿大島 - 1963年
- あゝ太平洋/いって来るぜ - 1963年
- 梅川忠兵衛 - 1963年
- メノコ恋唄/泣きたい岬 - 1963年
- 明治一代男/天竜やくざ - 1963年
- 俺らつらいなァ/流転の唄 - 1963年
- でかいこの夢/じょんがら便り - 1963年
- 流れ三味線/荒磯の娘 - 1963年
- ひとすじの道/りんごの故里 - 1964年
- 生きる喜び/愛の歌 - 1964年
- 男の舞扇/若い生命 - 1964年
- 母恋だより/天草慕情 - 1964年
- 東京五輪音頭 - 1964年宮田隆、古賀政男
  - 作曲者の古賀政男は、元々三橋美智也を想定して作曲したといわれる。
- 東村山音頭 - 1964年土屋忠司、細川潤一
  - 東村山市農協の依頼により制作。後に志村けんのカヴァーにより有名になる。
- 俺らの街が目をさます/美智也船唄 - 1964年
- あゝ新戦場/あゝ大陸 - 1964年
- 星と歩こう/離れるもんか故郷を - 1964年
- 夜のブランコ/アコとギターと裏町と - 1964年
- 信濃川悲歌/また来るよ - 1964年
- さらば雪国/リンゴ便り - 1964年
- 青空のブルース/誰もいない渚 - 1964年
- 今夜も星がいっぱいだ/恋人よごきげんよう - 1965年
- あの人は遠い人/いのちの恋を捨てたんだ - 1965年
- 酔って候 - 1965年
- 山がある川がある/帰っておいでよ - 1965年
- 祭り獅子/若衆ざくら - 1965年
- 大漁太鼓/東京はさよならの町 - 1965年
- 話をしようよ眠るまで/ふたり船唄 - 1965年
- 二本松少年隊/あゝ源氏武士 - 1965年
- 美智也ぶし - 1965年
- 女形かずら/名残り酒 - 1965年
- 源義経 - 1966年
- あゝさすらい/信濃の夕月 - 1966年
- 恋とさむらい/美智也投げ節 - 1966年
- 日本よい国 - 1966年
- 泣くな東京/俺は淋しいひとり者 - 1966年
- 旅の風車/おやすみ東京 - 1966年
- 緋牡丹仁義/任侠街道 - 1966年
- ふるさとの笛/花の人生 - 1966年
- 東京ってそんなにいいとこか/なみだ橋 - 1966年
- 一本杉は男杉/斎太郎しぶき - 1966年
- 浜木綿の花咲けば/哀愁峠 - 1967年
- 博多の月/おけさ慕情 - 1967年
- 堀のある町/十和田哀歌 - 1967年
- 東京の鳩/あんずっこ - 1967年
- 東京百年音頭 - 1967年
- わがこころ/あばれ凧 - 1967年
- 夕陽の旅路/冬の宿 - 1967年
- 黒潮の男/雪国 - 1968年
- 星のこだま/大街道の女 - 1968年
- 城山/じょんがら慕情 - 1968年
- 男の出船/はぐれ念仏 - 1968年
- 白鳥の恋/夕陽の海峡 - 1969年
- 哀愁平野/ネオンに降る雨 - 1969年
- 機関車物語/おふくろ - 1969年
- 鳴門海峡/大阿蘇慕情 - 1969年

### 1970年代
- 君呼ぶ町/蝶々とかかし - 1970年
- 日の本音頭 - 1970年
- 泣かないで帰えろ - 1970年
- さけ・うた・おんな/涙そこどけ演歌が通る - 1970年
- ありがとう思い出/白い貝がら - 1971年
- ニコニコ音頭/やっさもっさ音頭 - 1971年
- 古都の雨/雪国に雪の降る頃 - 1972年
- 新府城/武田二十四将 - 1972年
- ちょっとお話ししませんか/旅人の子守唄 - 1972年
- 旅情・十三の砂山/ふるさとの四季 - 1972年
- 水上夜曲 - 1972年
- お国めぐり音頭 - 1973年
- 下関音頭/花の奇兵隊 - 1973年
- あゝ高嶋城〜諏訪の浮城〜 - 1973年
- サイパン小唄/急行をすてて各駅にのりかえると - 1973年
- トレビノ小唄/ナインホールラグ - 1973年
- 悲しみ河岸/恋放浪（歌謡生活20周年記念）- 1973年
- 京都が泣いている/恋みれん - 1974年
- 海洋博ユンタ - 1974年
  - 海洋博協会選定歌
- 男勝海舟/寺田屋お登勢 - 1974年
- あゝ金沢城/百万石の町 - 1975年
- 大勧進帳/ああ関ヶ原 - 1975年
- 郷愁/鵜の浜小唄 - 1975年
- 坂東節/恋あらし - 1976年
- 越中音頭 - 1976年
- 新埼玉盆唄 - 1976年
- 仲良しシャンシャン - 1976年
- 佐野音頭 - 1976年
- あんたの背中/リンゴがお酒になるように - 1976年
- 島の子守唄 - 1976年
- 人生音頭 - 1977年
- ごくらく音頭 - 1977年
- 風の街/北緯四十五度の町 - 1977年
- ふるさと太鼓 - 1978年
- 瞼の中に故里が/花恋し人恋し親恋し - 1978年
- 重忠節 - 1978年
- さすらい船/ど根性船唄 - 1978年
- THE TOMBI（夕焼けとんび）/BYE BYE HOUSE（達者でナ） - 1979年
- かしわふるさと音頭/青春かしわ - 1979年

### 1980年代
- 影/もがり笛の子守唄 - 1980年
- 父子星/哀唱琴の湖 - 1980年
- 信濃路音頭/御牧高原旅情 - 1981年
- 湯の町さのさ - 1981年
- 津軽涙唄/北の別れ唄 - 1982年
- いいじゃありませんか/みんな達者でね - 1982年
  - フジテレビ系アニメ『おじゃまんが山田くん』主題歌。唯一スターチャイルドレコードで発売
- 越後絶唱/冬の花火（歌謡生活30周年記念）- 1982年
- 十六夜だより/匠（歌謡生活30周年記念）- 1983年
- 秋風川中島 - 1983年
- 霧笛 - 1983年
- I'm A 北海道 Man - 1984年荒木とよひさ、かまやつひろし
  - 没後、サッポロ生ビール「北海道」のCMに使用され話題を集める。後にとみたいちろうが「お〜い北海道 I'm A 北海道 Man」として1990年にカヴァー。
- 筑波しぐれ/涙はおあずけ〜こぶしの花の咲く頃を〜 - 1985年
- あゝ高杉晋作/名将伊達政宗 - 1986年
- 千曲川旅情/臼田ばやし - 1986年
- 忠節白虎隊 - 1988年
- 望郷江差/冬峠（歌謡生活35周年記念）- 1988年

### 1990年代
- いいもんだな故郷は - 1990年
  - 明治製菓（現・明治）「カール」CMソング
- 雪小僧/紅の櫛 - 1991年
- ゴエモン音頭/ゴエモン町を行く - 1991年
  - SFCソフト「がんばれゴエモン〜ゆき姫救出絵巻〜」のテーマソング。
- 幻灯の町/潮路（歌謡生活40周年記念・ラストシングル）- 1993年

### 2000年代
以下の2曲は、三人の会の作品。
- 哀愁 - 2001年
- 男のふるさと - 2001年

### オリジナル・アルバム
- 故郷ばなし 母と子に捧げる炉端の詩 - 1973年
- 唄めぐり 北から南、西東 - 1974年
- 三橋美智也 古賀メロディーを歌う - 1975年
- 城下町の女 - 1976年
- 三橋美智也の世界 - 1978年
- 三橋美智也民謡の世界 - 1978年
- 激れ!ミッチー - 1979年
- ふるさと絶唱 - 1982年

### ライブ・アルバム
- あつい円熟 - 1973年
- 美智也まつりライブ - 1984年

## ミリオンセラー30曲一覧

### 歌謡曲：18曲
- 1位「古城」300万枚
- 2位「リンゴ村から」「星屑の町」270万枚
- 4位「哀愁列車」250万枚
- 5位「夕焼けとんび」「達者でナ」220万枚
- 7位「おんな船頭唄」「母恋吹雪」200万枚
- 9位「あの娘が泣いてる波止場」180万枚
- 10位「お花ちゃん」「一本刀土俵入り」「赤い夕陽の故郷」「武田節」「石狩川悲歌」150万枚
- 15位「男涙の子守唄」120万枚
- 16位「あゝ新撰組」「おさげと花と地蔵さんと」110万枚
- 18位「おさらば東京」100万枚

### 民謡：12曲
- 1位「相馬盆唄」「炭鉱節」280万枚
- 3位「花笠音頭」270万枚
- 4位「黒田節」「北海盆唄」260万枚
- 6位「ソーラン節」「斉太郎節」「佐渡おけさ」250万枚
- 9位「津軽じょんから節」180万枚
- 10位「木曽節」「江差追分」170万枚
- 12位「相川音頭」130万枚

### ミリオンセラーに続く上位ヒットソング
- 1位「ギター鴎」
- 2位「岩手の和尚さん」
- 3位「ご機嫌さんよ達者かね」
- 4位「俺ら炭鉱夫」
- 5位「リンゴ花咲く故郷へ」
- 6位「センチメンタル・トーキョー」
- 7位「新撰組の唄」
- 8位「玄海船乗り」
- 9位「江差恋しや」
- 10位「東京の鳩」
- 11位「みれん峠」
- 12位「島の船唄」
- 13位「君は海鳥渡り鳥」
- 14位「東京見物」
- 15位「泪と侍」
- 16位「かすりの女と背広の男」
- 17位「北海の終列車」
- 18位「堀のある町」
- 19位「酒の苦さよ〜新相馬節〜」
- 20位「船頭追分」
- 21位「縁があったらまた逢おう」
- 22位「夢で逢えるさ」
- 23位「東京が泣いている」
- 24位「いいもんだな故郷は」
- 25位「御存知赤城山」
- 26位「手まり数え唄」
- 27位「木曽恋がらす」
- 28位「草笛の丘」
- 29位「笛吹峠」
- 30位「鳴門海峡」
- 31位「京都が泣いている」
- 32位「越後絶唱」
- 33位「さすらい船」
- 34位「父子星」

## 出演作品
映画
- 赤いランプの終列車 (1958) (日活)
- わが古城の町 (1959) (松竹)

テレビ
- 歌のゴールデンステージ（NHK総合）
- お国自慢にしひがし（NHK総合）
- 歌謡ホール（NHK総合）
- この人○○ショー（NHK総合）
- ビッグショー（NHK総合）
- ひるのプレゼント（NHK総合）
- 乾杯!トークそんぐ（毎日放送）
- ザ・ベストテン（TBS、1978年11月9日）
- 枝雀寄席（朝日放送、1985年10月1日）
- スター誕生!（日本テレビ）
- にっぽんの歌（テレビ東京）
- 人に歴史あり（東京12チャンネル）
- 百万ドルの饗宴（日本テレビ）
- 夜のヒットスタジオ（フジテレビ、1977年1月24日）
- 昭和歌謡大全集（テレビ東京）

ラジオ
- レッツゴーミッチー[29]（ラジオ関東）
- ラジオ日本 土曜・日曜競馬実況中継（ラジオ日本、1990年11月25日）[30]

CM
- ミツカン 味ぽん・土佐酢
- 明治 カール
- マルちゃん 激めん
- 三共（現・第一三共ヘルスケア） 新三共胃腸薬（現・第一三共胃腸薬）

## 著書
- 『歌ひとすじに』サンデー映画社・サンデー新書 1957
- 『ミッチーの人生演歌』翼書院 1983